# Antoni Uruski
Antoni Adolf Sas-Uruski (ur. 4 listopada 1872 w Stanisławowie, zm. 12 maja 1934 w Czortkowie) – polski kompozytor, pianista, pedagog, autor melodii kolędy "Zaśnij Dziecino" i oratoriów "Bóg", "Chrystus", "Eli, Eli, lamma sabacthani" .